# آرتور والش
آرتور والش (به انگلیسی: Arthur Walsh) سناتور سابق عضو حزب دموکرات ایالات متحده آمریکا بود. وی در سال ۱۹۴۳ تا ۱۹۴۴ میلادی سناتور ایالت نیوجرسی در سنای ایالات متحده آمریکا بود.